# Władysław Rymarz
Władysław Rymarz (ur. 20 maja 1933 w Rohatynie, zm. 24 marca 2013) – polski naukowiec, rektor Wyższej Szkoły Morskiej w Gdyni w latach 1981–1984, autor wielu publikacji naukowych, marynarz PLO.

## Życiorys
Po wybuchu II wojny światowej i wkroczeniu wojsk radzieckich na wschodnie tereny Polski, jako 6-letni chłopiec, wywieziony wraz z matką, przez władze okupacyjne do Kazachstanu.
W 1946 powrócił do Polski. W Bolesławcu Śląskim ukończył klasę 6 i 7 szkoły podstawowej, a w Lwówku Śląskim klasę 8 i 9 (gimnazjum). W 1950 rozpoczął naukę w Szkole Jungów w Gdyni, po szkole zdał egzamin do Państwowej Szkoły Morskiej w Szczecinie. W 1953 ukończył Technikum Morskie, o kierunku nawigacja, w Szczecinie. Po ukończeniu szkoły, przez dziewięć lat pływał na statkach Polskich Linii Oceanicznych. W 1955 uzyskał dyplom porucznika żeglugi małej, a w 1962 – kapitana żeglugi wielkiej. W 1969 ukończył studia wyższe na Wydziale Morskim Wyższej Szkoły Ekonomicznej w Sopocie. 
W 1973 ukończył studia podyplomowe z zakresu prawa morskiego, a w 1977 uzyskał stopień doktora nauk prawnych na Wydziale Prawa Uniwersytetu Leningradzkiego.
W latach 1978–1979, dowodząc statkiem MS Antoni Garnuszewski, dwukrotnie wypływał z naukową wyprawą antarktyczną Polskiej Akademii Nauk, do polskiej Stacji Antarktycznej im. Henryka Arctowskiego.
Od 1982 pracował w licznych organizacjach międzynarodowych. W 1982 na wniosek sekretarza generalnego Międzynarodowej Organizacji Morskiej (IMO) rozpoczął pracę w Światowym Uniwersytecie Morskim w Malmö.
W latach 1985–1993 przebywał w Londynie jako pracownik (IMO), gdzie współpracował m.in. z The Royal Institute of Navigation, World Maritime University czy The Nautical Institute. Uczestniczył w konferencjach i sympozjach w USA, Wielkiej Brytanii, Francji, Finlandii, Monako, Hiszpanii, Portugalii, we Włoszech, prowadził szkolenia w Szwecji, Hiszpanii, na Malcie, w Libii, Somalii oraz Jemenie, gdzie wygłaszał referaty z zakresu prawa morskiego. 
W latach 1997–1998 przebywał w Gruzji, prowadząc ocenę stanu przygotowania i spełnienia wymagań konwencji STCW 78/95, wizytował administrację morską, oraz uczelnię morską w Batumi oraz Ministerstwo Transportu w Tbilisi.
Od 2000 pracował w Światowym Uniwersytecie Morskim w Malmö, realizując dla Komisji Europejskiej projekt dotyczący systemów edukacji i szkolenia morskiego w państwach Europy Środkowej i Wschodniej EASTMET.
W latach 2000–2003 był członkiem doradczej grupy ekspertów w zakresie Programu Ramowego Unii Europejskiej – „Maritime Transport Coordination Platform”.
W 2003 przeszedł na emeryturę. Został pochowany na cmentarzu komunalnym w Kosakowie.

## Odznaczenia
- Krzyż Oficerski Orderu Odrodzenia Polski
- Srebrny Krzyż Zasługi
- Medal Komisji Edukacji Narodowej
- Złota Odznaka Zasłużony Pracownik Morza
- Medal 50-lecia Izb Morskich w Polsce[1].